# Bandiera di Cuba
La bandiera di Cuba venne adottata ufficialmente il 20 maggio del 1902. Il suo disegno si dice sia stato ispirato dalla bandiera statunitense; il medesimo disegno, con colori invertiti, è stato adottato anche dalla bandiera di Porto Rico.
Risale al 1850 la prima apparizione del vessillo, che combina tre colori: rosso, bianco e blu. Le tre strisce blu rappresentano gli Stati in cui era suddivisa Cuba all'epoca; le due strisce bianche simboleggiano la forza del combattente idealista, mentre il triangolo di colore rosso ricorda il sangue versato nella guerra per l'indipendenza; la stella bianca, solitaria, è il simbolo dell'assoluta libertà rispetto alle altre nazioni.
È una delle due bandiere di Stati socialisti attuali (l'altra è la bandiera del Laos) a non usare nessuna simbologia comunista.

Costruzione geometrica della bandiera cubana.

## Altre bandiere

Bandiera della Croce di Borgogna
Bandiera dell'America spagnola (1785-1898)
Bandiera della Prima repubblica spagnola, Cuba e Spagna (1873-1874)
Bandiera degli Stati Uniti d'America ai tempi del Protettorato americano di Cuba (1898-1902)
Prima Bandiera cubana (1902—1906; 1909—1959)
Bandiera del Movimento del 26 luglio
Bandiera navale di Cuba, conosciuta anche come Bandiera di Yara o come Bandiera di La Demajagua
Stendardo del Primo ministro di Cuba (1959-1976, 2019-)
Stendardo del Presidente di Cuba